# 北京金融街

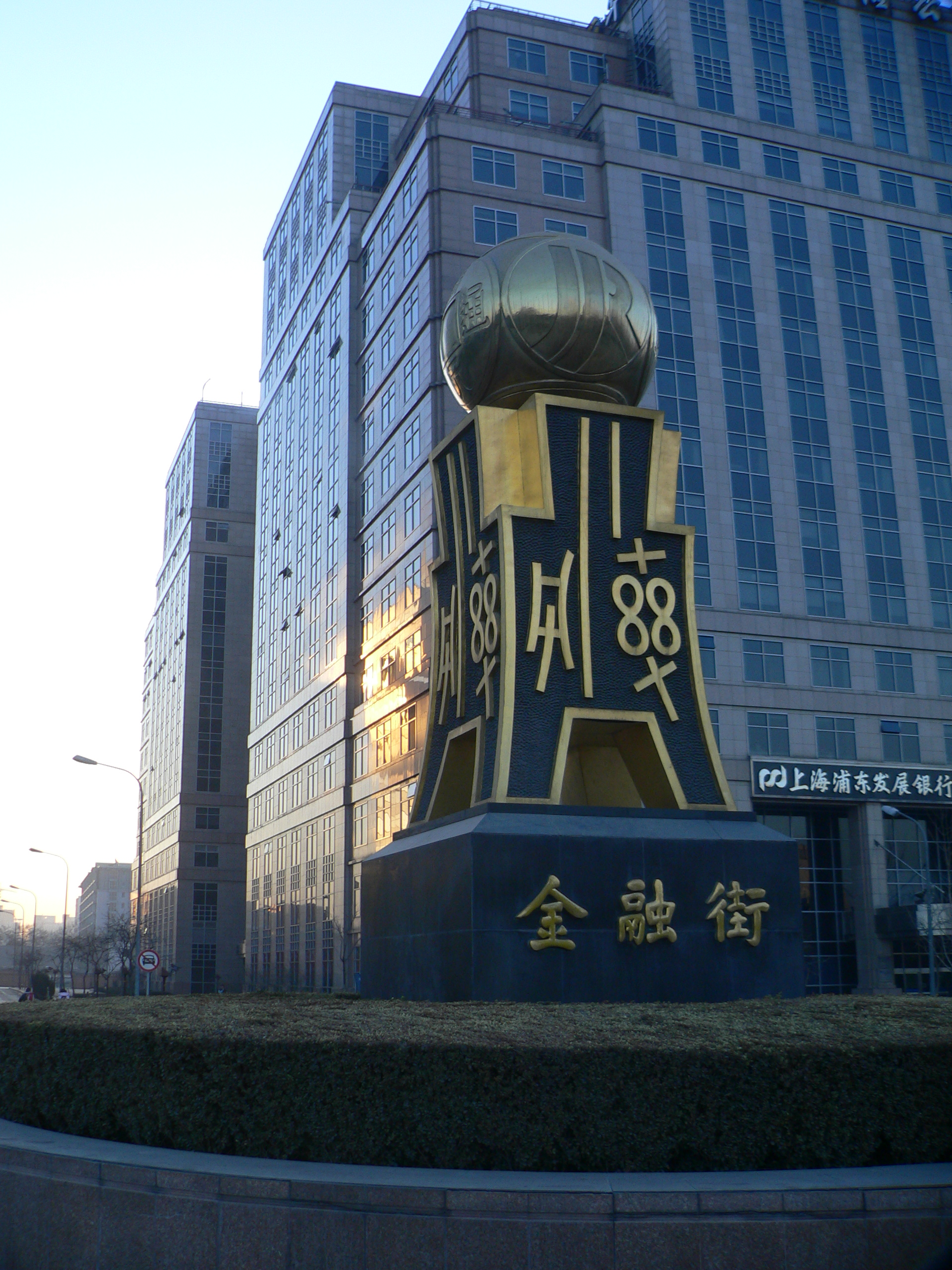
金融街广场中央的《古币——金融》雕塑

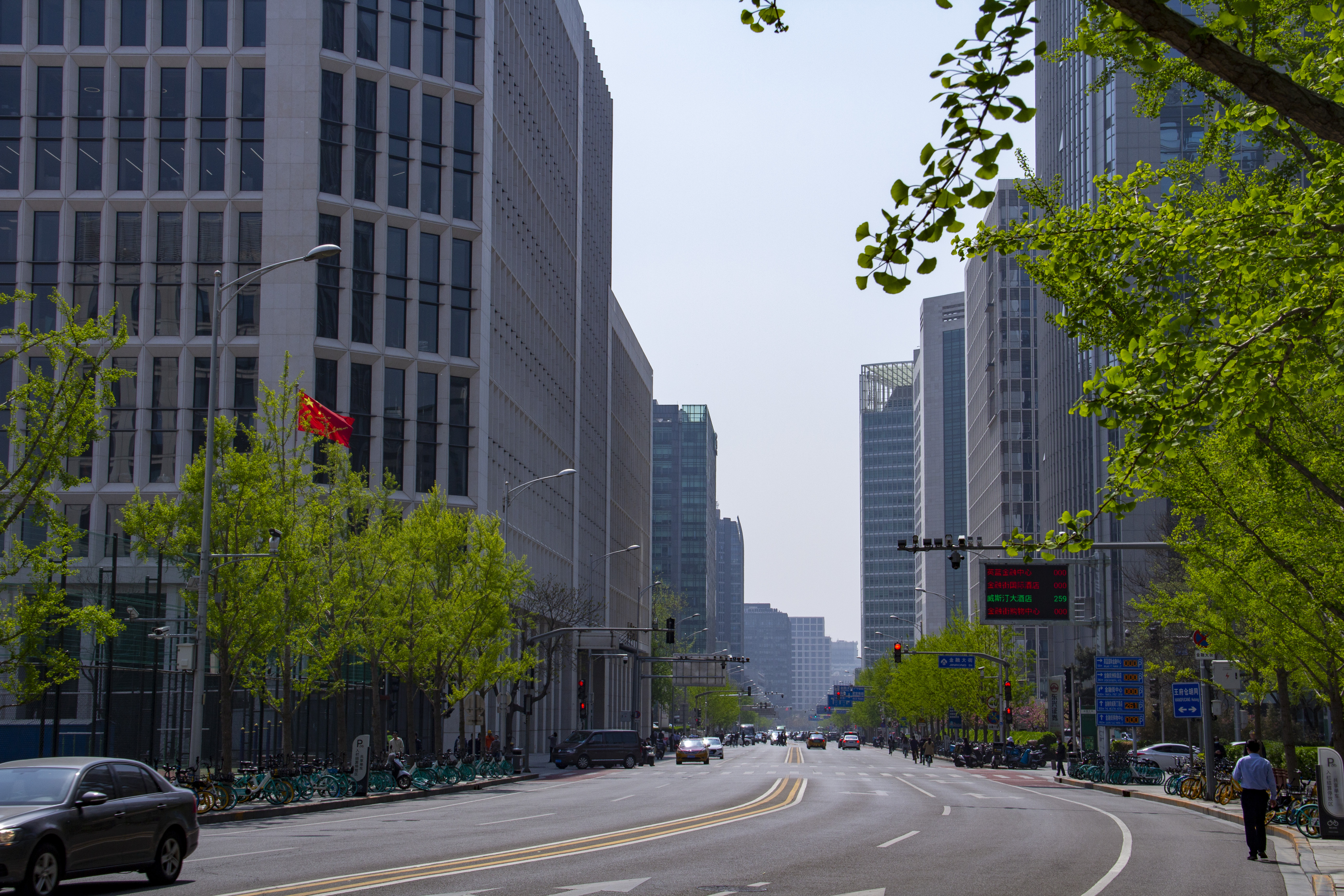
金融大街

39°54′37″N 116°21′26″E / 39.910141°N 116.35732°E
北京金融街（英文：Beijing Financial Street）位于北京市西城区中部，是国家级金融管理中心，集中了国家级银行总行和非银行金融机构总部。

## 简介
1982年起，陈元历任中共北京市西城区委副书记、书记，中共北京市委常委、北京市商贸局局长兼北京市体制改革委员会常务副主任。其间，他主持的西城区金融区规划和设计为后来的北京金融街描绘了蓝图。
1993年，国务院批复的《北京城市总体规划》提出：在北京西二环阜成门至复兴门一带，建设国家级金融管理中心，集中安排国家级银行总行和非银行金融机构总部。规划占地面积1.18平方公里，总建筑面积400万平方米。
2008年，北京金融街核心区基本完成建设。范围北起阜成门桥，南到复兴门桥东北侧的中国人民银行总行，全长1700多米、宽600多米。到2010年代，北京金融街核心区面积2.59平方公里，建筑面积总规模600万平方米。

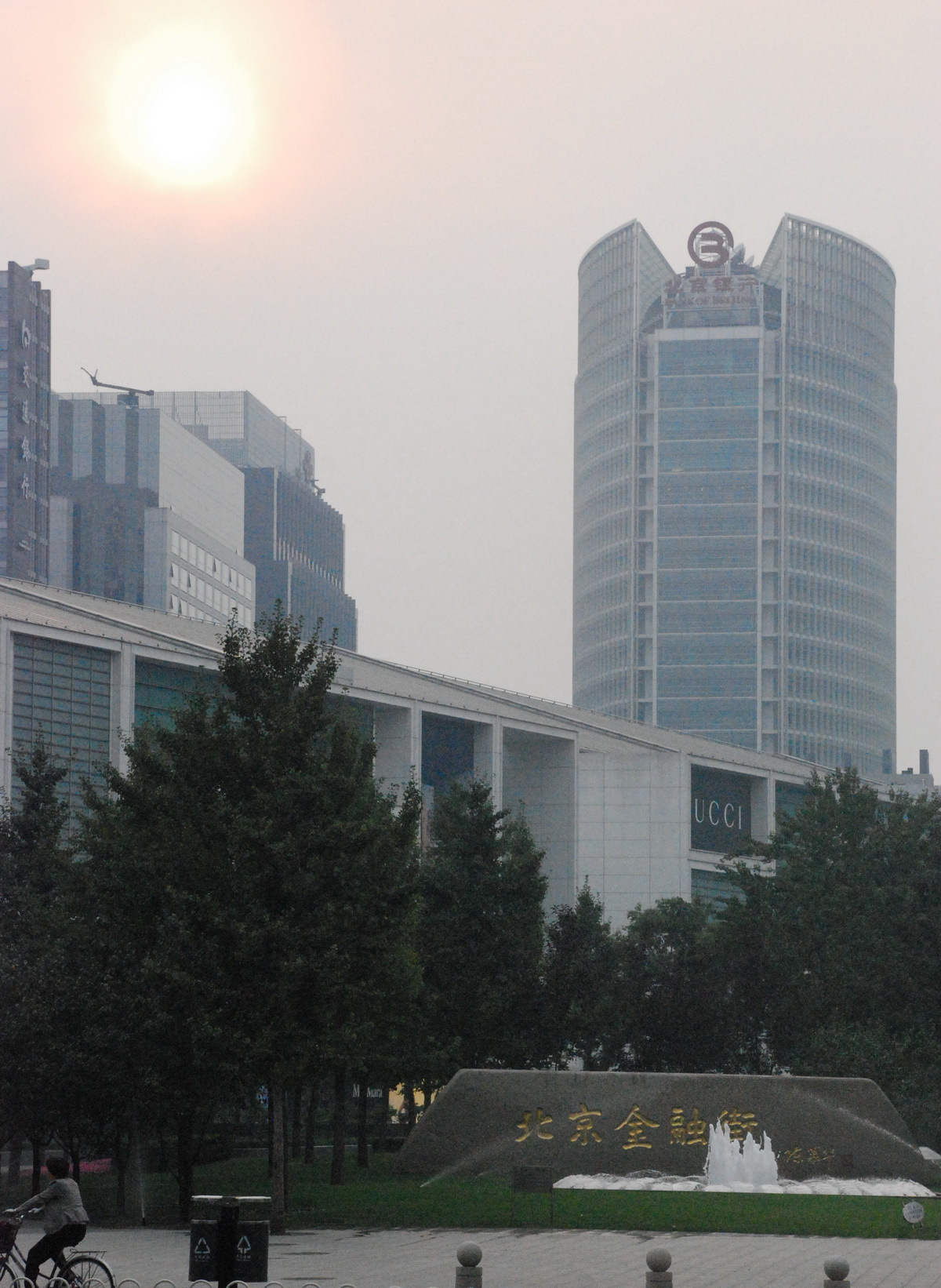
图下是金融街中心广场东端由陈慕华题写的“北京金融街”刻石，远处是北京银行总行大楼

2008年4月，北京金融街被北京市确定为金融主中心区。到2010年代，北京金融街已发展成集决策监管、资产管理、支付结算、信息交流、标准制订于一体的国家金融管理中心。
2010年代，北京金融街共有金融机构1700余家，其中法人金融机构741家，外资金融机构和国际组织100余家。主要包括一行三会（中国人民银行、中国证监会、中国银监会、中国保监会）国家金融管理机关，全国性金融行业协会，中国国内前5大金融机构，中国资产量最大的股权投资基金的母基金——全国社会保障基金理事会，中国四大资产管理公司，国家电网等25家世界500强企业总部（占全中国的20%），及高盛、安盛、摩根大通等世界500强外资金融机构在华法人机构和地区总部。新三板市场（全国中小企业股份转让系统）成为上交所、深交所外的第三家全国性证券交易场所，北京金融街由此初步形成“以全国性证券交易市场、信贷资本市场、金融资产交易市场、企业产权交易市场为主体的多层次金融市场体系”。亚洲基础设施投资银行总部也设在北京金融街。
2016年底，北京金融街金融资产达81.4万亿元，占比接近全国的一半，金融从业人员21万人，外汇大额支付系统业务占全国的50%，人民币大额支付系统业务占全国的38%，金融服务进出口总额占全国的23%。2016年，北京金融街实现三级税收3905.5亿元，占北京市三级税收31.3%，占北京市西城区总税收83.4%。
2006年，北京金融街初步建好2.3公里的金融街地下环廊，总建筑面积2.6万平方米，连接金融街中心区多座大厦的地下车库，可提供8000多个车位。位于金城坊街、金城坊西街、金融大街、锦什坊街及西二环地下。在西二环有一处北向南进口，在太平桥大街有一处南向北进、出口，但因月坛体育馆加油站附近出口因地段拥堵而未建，导致整个地下环廊闲置多年无法启用。
北京金融街核心区内的金融机构、国家金融管理机关等入驻单位主要有：

| 金融监管机构 - 中国人民银行总行：成方街32号 - 国家外汇管理局：金融大街30号 - 中国证券监督管理委员会：金融大街19号富凯大厦A座 - 国家金融监督管理总局：金融大街15号鑫茂大厦 银行类金融机构 - 亚洲基础设施投资银行原总部：金融大街9号（现已搬迁） - 中国工商银行总行：复兴门内大街55号 - 中国建设银行总行：金融大街25号 - 中国银行总行：复兴门内大街1号 - 国家开发银行总行：复兴门内大街18号 - 中国农业发展银行总行：月坛北街甲2号月坛大厦南座 - 中国进出口银行总行：复兴门内大街30号 - 中国邮政储蓄银行总行：金融大街3号金鼎大厦A座 - 中国民生银行总行：复兴门内大街2号 - 中国光大银行总行：太平桥大街25号中国光大中心 - 北京银行总行：金融大街丙17号 - 招商银行北京分行：复兴门内大街156号北京招商国际金融中心 - 浙商银行北京分行：金融大街甲1号金亚光大厦 - 渤海银行北京分行：复兴门内大街28号凯晨世贸中心C座 - 上海银行北京分行：金融大街甲9号金融街中心A座 - 全国中小企业股份转让系统：金融大街丁26号金阳大厦 保险类机构 - 中国人民保险集团股份有限公司：西长安街88号中国人保大厦 - 中国人寿保险（集团）公司：金融大街17号中国人寿中心 - 中国出口信用保险公司：丰汇园11号丰汇时代大厦 - 中国再保险（集团）股份有限公司：金融大街11号中国再保险大厦 全国金融结算中心及要素市场 - 国家外汇管理局中央外汇业务中心：金融大街23号平安大厦 - 中央国债登记结算有限责任公司：金融大街10号中国华融大厦B座 - 中国证券登记结算有限责任公司：太平桥大街17号恒奥中心A座 - 全国棉花交易市场：金融大街33号通泰大厦B座 - 北京产权交易所金融街办公区：金融大街甲17号 - 北京金融资产交易所：金融大街乙17号 - 中国林业产权交易所：德胜门外大街甲36号德胜凯旋大厦C座（位于德胜科技园附近） 资产管理及证券、基金、股权投资类机构 - 中国信达资产管理股份有限公司：闹市口大街9号院1号楼信达金融中心 - 中国华融资产管理股份有限公司：金融大街8号中国华融大厦 - 中国东方资产管理股份有限公司：阜成门内大街410号东方资产大厦 - 中国长城资产管理股份有限公司：月坛北街2号月坛大厦A座 - 全国社会保障基金理事会：丰汇园11号楼丰汇时代大厦南翼 - 国开金融有限责任公司：金融大街7号英蓝国际金融中心 - 华夏基金管理有限公司：金融大街33号通泰大厦B座 - 工银瑞信基金管理有限公司：金融大街5号新盛大厦A座 - 中国银河证券股份有限公司：金融大街35号国际企业大厦C座 | 外资金融机构 - 高盛高华证券有限责任公司：金融大街7号英蓝国际金融中心 - 美国纽约梅隆银行有限公司北京分行：金融大街7号英蓝国际金融中心 - 花旗银行北京分行：武定侯街6号卓著中心 - 摩根大通银行（中国）有限公司北京分行：金融大街7号英蓝国际金融中心 - 摩根士丹利北京办公室：太平桥大街18号丰融国际中心1座 - 法国兴业银行（中国）有限公司北京分行：武定侯街2号泰康国际大厦 - 瑞士银行（中国）有限公司：金融大街7号英蓝国际金融中心 - 加拿大皇家银行有限公司北京分行：金融大街7号英蓝国际金融中心 大型企业总部 - 中国电信集团公司：金融大街31号 - 中国移动通信集团公司：金融大街29号 - 中国联合网络通信集团有限公司：金融大街21号 - 中国大唐集团公司：广宁伯街1号 - 中国邮政集团公司：金融大街甲3号 - 国家电网公司：西长安街甲86号 - 国家电力投资集团有限公司：金融大街28号院3号楼 商业及酒店 - 金融街购物中心：金城坊街2号 - 北京金融街丽思卡尔顿酒店：金城坊东街1号 - 北京金融街威斯汀大酒店：金融大街乙9号 - 北京金融街洲际酒店：金融大街11号（2018年1月1日撤牌后曾改挂金融街国际酒店牌，不久亦被售出，现挂牌为“北京国际金融中心”） 写字楼 - 丰融国际中心：太平桥大街18号 - 丰汇时代大厦：丰汇园11号楼 - 金融街E区：锦什坊街35号 - 恒奥中心：A座太平桥大街17号、B座太平桥大街19号、C座D座锦什坊街26号 - 金亚光大厦：金融大街甲1号 - 金鼎大厦：金融大街3号 - 金益大厦：金融大街4号 - 新盛大厦：金融大街5号 - 英蓝国际金融中心：金融大街7号 - 金融街中心：金融大街甲9号 - 泰康国际大厦：武定侯街2号 - 雷格斯卓著中心：武定侯街6号 - 鑫茂大厦：金融大街15号 - 中国人寿中心：金融大街17号 - 富凯大厦：金融大街19号 - 航宇大厦：金融大街20号 - 平安大厦：金融大街23号 - 华实大厦：金融大街乙26号 - 金阳大厦：金融大街丁26号 - 投资广场：金融大街27号 - 盈泰大厦：金融大街28号 - 通泰大厦：金融大街33号 - 国际企业大厦：金融大街35号 - 中国石油国际事业大厦：成方街27号 |

## 西扩南延
为扩大建筑规模，金融街控股制定了“南拓西扩”发展策略，即向南开发金融街（广安）中心，在现有金融街建筑以西紧邻二环路建设金融街（月坛）中心。如该拓宽计划得以实施，北京金融街面积将从2010年代中期的1.18平方公里扩展至8平方公里，从而超过上海陆家嘴6.8平方公里的面积，成为占地面积全中国第一的金融中心。
- 北京金融街（广安）中心：2000年代，北京中信房地产有限公司通过旗下北京国信房地产开发有限责任公司，以危旧房改造的名义启动大吉危改小区项目（后名中信城项目），项目位于北京市宣武区菜市口路口东南角，西到菜市口大街（国际传媒大道），东到粉房琉璃街，南到南横东街，北到骡马市大街；总占地面积30.41公顷，地上总建筑规模125.15万平方米。该项目拆除了大片四合院和胡同，曾引发文物保护人士强烈反对。由于中信地产选择了异地安置和货币补偿，当地居民并不愿意迁走，导致拆建进展缓慢。2008年中信城一期开盘，2013年三期开盘，销售火爆。2010年7月，北京市宣武区与西城区合并成立新的西城区，中信城项目由宣武区划归西城区。经西城区国资委授意，2011年金融街控股耗资100.18亿元收购了中信城商业金融地块。但中信地产未能按约定在2012年3月底前完成拆迁。此后金融街控股两次与中信地产签订补充协议，但中信地产在2015年6月底仍未能按约定完成拆迁[8]。

- 北京金融街（月坛）中心：2012年9月下旬金融街控股购得月坛南街地块三（南至月坛南街、东至西二环、西至地块二东边界、北至南礼士路46号院回迁住宅用地和月坛体育馆南边界）。10月初又拍得月坛南街地块二（南至月坛南街、东至地块三西边界、西至南礼士路、北至南礼士路46号院回迁住宅用地南边界）。随着月坛南街两地块入市，北京金融街西扩进入实质开发阶段[9]。此后设在这里的主要金融机构有北京农村商业银行总行（月坛南街1号院2号楼）。

## 北京金融街投资（集团）有限公司

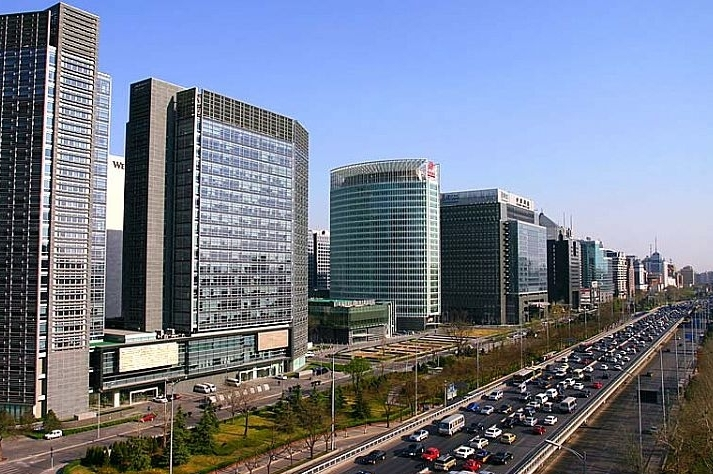
从西二环望北京金融街。近处自左至右依次为：鑫茂大厦北楼和南楼、北京银行大厦、中国联通大厦、中国建设银行大厦

北京金融街投资（集团）有限公司于1992年成立，是大型国有多元化投资企业，业务范围包括政府重点工程、金融、房地产开发、物业经营与管理、教育、文化、医疗健康等产业，业务覆盖北京、天津、上海、重庆等近20个省市。截至2016年底，总资产2073亿元，净资产668亿元，各级子公司176家，员工1万多人。
该集团推进政府重点项目建设，主导建设了北京金融街、西单商业区、德胜科技园、天桥演艺区等西城区的核心功能区。
金融街控股是该集团市场化房地产业务的主体，拥有写字楼、公寓、住宅、商场、酒店等。
该集团物业经营业态有酒店、写字楼、公寓、商场等，在中国一线城市核心区域拥有超过120万平方米的物业。在物业管理方面，金融街物业管理公司的物业管理面积超过1300万平方米。集团先后打造了重庆磁器口巴蜀文化特色街区、广东惠州海滨旅游度假区、北京慕田峪长城旅游度假区、浙江湖州南浔香草产业园。
该集团控股和参股的金融机构有长城保险、长城财富资管公司、恒泰证券、财务公司、北京金融资产交易所等等。该集团拥有首都电影院、北京杂技团、北京风雷京剧团、北京湖广会馆、厂甸庙会、大观楼影城、北京天桥艺术中心等文化机构及品牌。2016年，该集团投资成立教育公司。2017年，九年一贯制“正泽学校”开学。2003年，该集团成立金融街商会，截至2016年该商会有208家会员单位。
集团下属公司承担了中国人民银行总行、亚洲基础设施投资银行等的代建装修工程，创建了“Life金融街”移动互联平台。集团下属的金晖公司2015年建设完成140万平方米定向安置保障房昌平项目，并获“长城杯”。集团还先后承担十多个公益类项目代建任务。金融街慈善基金会在河北、内蒙古、西藏等多个省区市改善教育、扶贫帮困。集团先后完成了全国重点文物保护单位白塔寺的山门恢复及历代帝王庙的修缮、北京市文物保护单位都城隍庙的修缮等文物保护工程。

## 其他相关机构
- 北京金融街资本运营中心：2012年3月29日挂牌成立。该中心为全民所有制企业，直属北京市西城区国资委，成立时总资产384亿元、净资产113亿元，负责为区域重点项目建设和区属企业改革发展提供资金保障[10]。
- 北京金融街研究院：2012年11月18日揭牌成立。由国家开发银行、北京市西城区人民政府、中国金融四十人论坛联合发起成立，国家开发银行董事长陈元出任首任院长[11]。
- 北京市西城区金融服务办公室：根据中共北京市委、北京市人民政府批准的北京市西城区人民政府机构改革方案和《北京市西城区人民政府关于机构设置的通知》（西政发〔2009〕19号），2010年2月设立北京市西城区金融服务办公室（简称区金融办），是负责促进西城区金融发展、金融服务和金融环境建设工作的北京市西城区人民政府工作部门。